# Penne

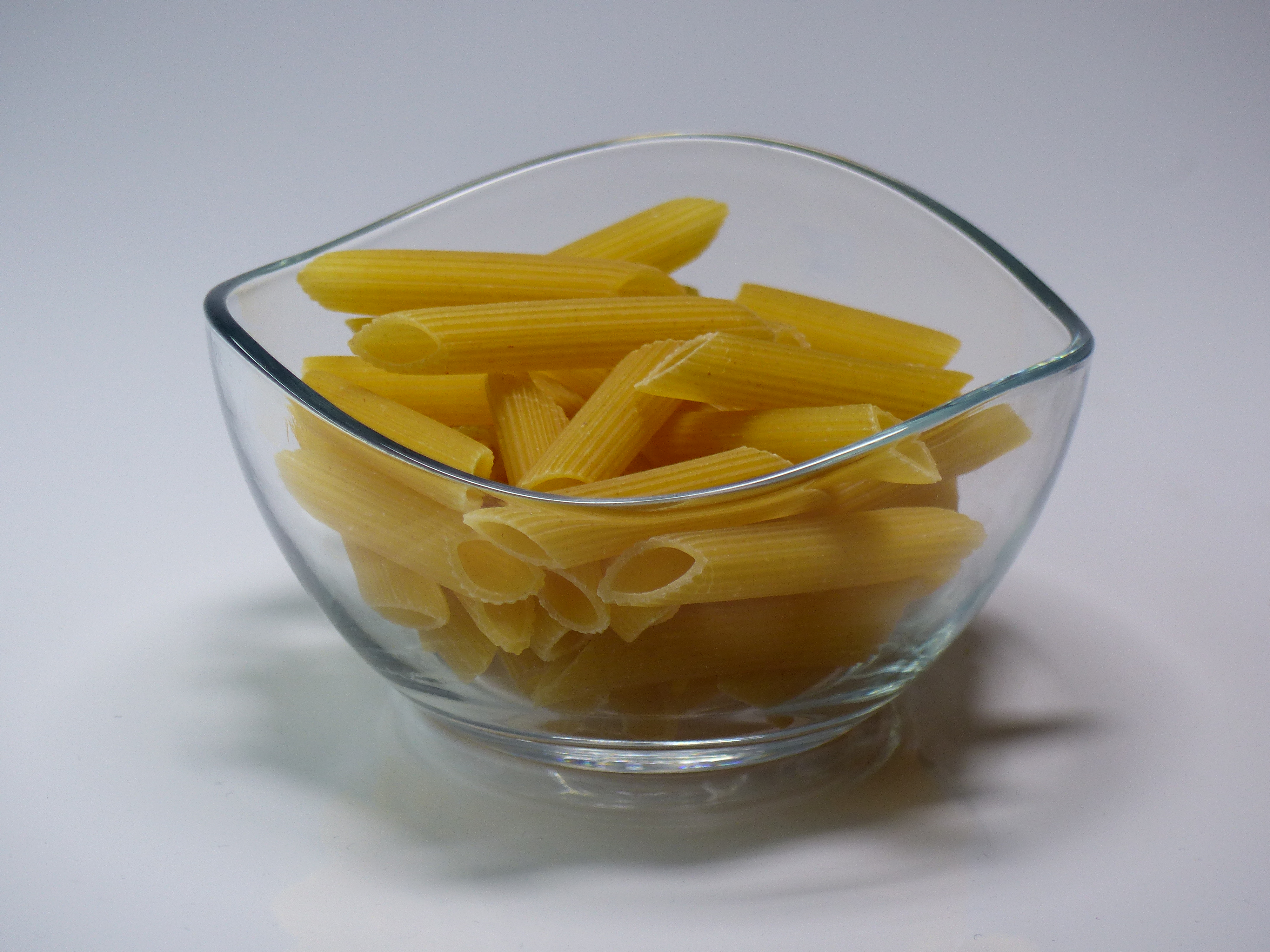
Penne en un cuenco.

Las penne (plural de penna) o plumas son un tipo de pasta originario de la cocina italiana, hecha a base de grano duro y generalmente disponibles en forma de pasta seca (pasta asciutta), tienen forma cilíndrica y pueden tener estrías en su exterior (penne rigate) o no (penne lisce). 
Los extremos del cilindro suelen cortarse oblicuamente (corte inclinado). Su gran superficie (tanto interior como exterior) los hace muy adecuados para cocinarlos con salsas pues con esa superficie capturan muy bien los sabores. La palabra "penne" proviene del italiano y significa plumas (su corte oblicuo es el origen del nombre por su parecido con el plumín de escribir). Son característicos del sur de Italia.
Se les conoce también como mostaccioli (en Chile), mostacholes en Uruguay y Argentina, plumitas (en Venezuela), y sopa de pluma (en México).

## Origen
Penne es una de las pocas formas de pasta con una fecha cierta de nacimiento: en 1865, Giovanni Battista Capurro, un fabricante de pasta de San Martino d'Albaro (Génova), obtuvo una patente para una máquina de corte diagonal. Su invención cortó la pasta fresca en forma de bolígrafo sin triturarla, en tamaños que variaban entre 3 y 5 cm.